# Gamp (Hallein)
Gamp ist eine Ortschaft, eine Katastralgemeinde und ein Stadtteil von Hallein mit 391 Einwohnern (Stand 1. Jänner 2024) im Bezirk Hallein im Salzburger Land in Österreich.

## Geographie

### Lage
Gamp liegt südlich vom Stadtzentrum Halleins. Im Osten ist Gamp durch die Salzach begrenzt, im Westen durch den Dürrnberg.

### Nachbarstadtteile
|               | Hallein | Burgfried |
| Bad Dürrnberg | Kompass |           |
|               |         |           |

## Verkehr
Vom Norden ist der Stadtteil über die Gamperstraße erschlossen. Über den Sonnenscheinweg gelangt man nach Kuchl. Der Ortsteil Winterstall mit der Winterstallstraße verbindet Gamp mit Bad Dürrnberg.

## Infrastruktur
In Gamp befinden sich die Polytechnische Schule Hallein und die Heimstätten vieler Vereine:
- 1.Halleiner Tennisclub[2]
- Fischereiverein Hallein[3]
- 1.EV Hallein - Eisschützenverein[4]
- Tauchclub Delphin Hallein[5]
- Bergrettung Hallein[6]

Der Fußballverein UFC Hallein (bis 2020 FC Hallein 04, bis 2004 1. Halleiner SK) ist in der 2014 eröffneten Thomas-Stangassinger-Sportanlage beheimatet. Diese Anlage besteht aus einem Vereinsgebäude samt überdachter Zusehertribüne, einem Kunstrasenspielfeld und einem Naturrasenhauptplatz mit Flutlicht. Für Sportarten wie Fußball, Basketball und Handball steht eine Mehrzweckarena zur Verfügung.

Zwei Tiefbrunnen, die mit Wasser aus der Osterhorngruppe gespeist werden, versorgen Hallein mit Trinkwasser. Die Brunnen wurden zwischen 1940 und 1975 errichtet. Der Betreiber Reinhalteverband Tennengau Nord gibt für beide Brunnen eine Förderleistung von 225 Litern pro Sekunde an. Das Wasser aus den Brunnen wird über eine Druckleitung in Behälter auf dem Dürrnberg gepumpt. 

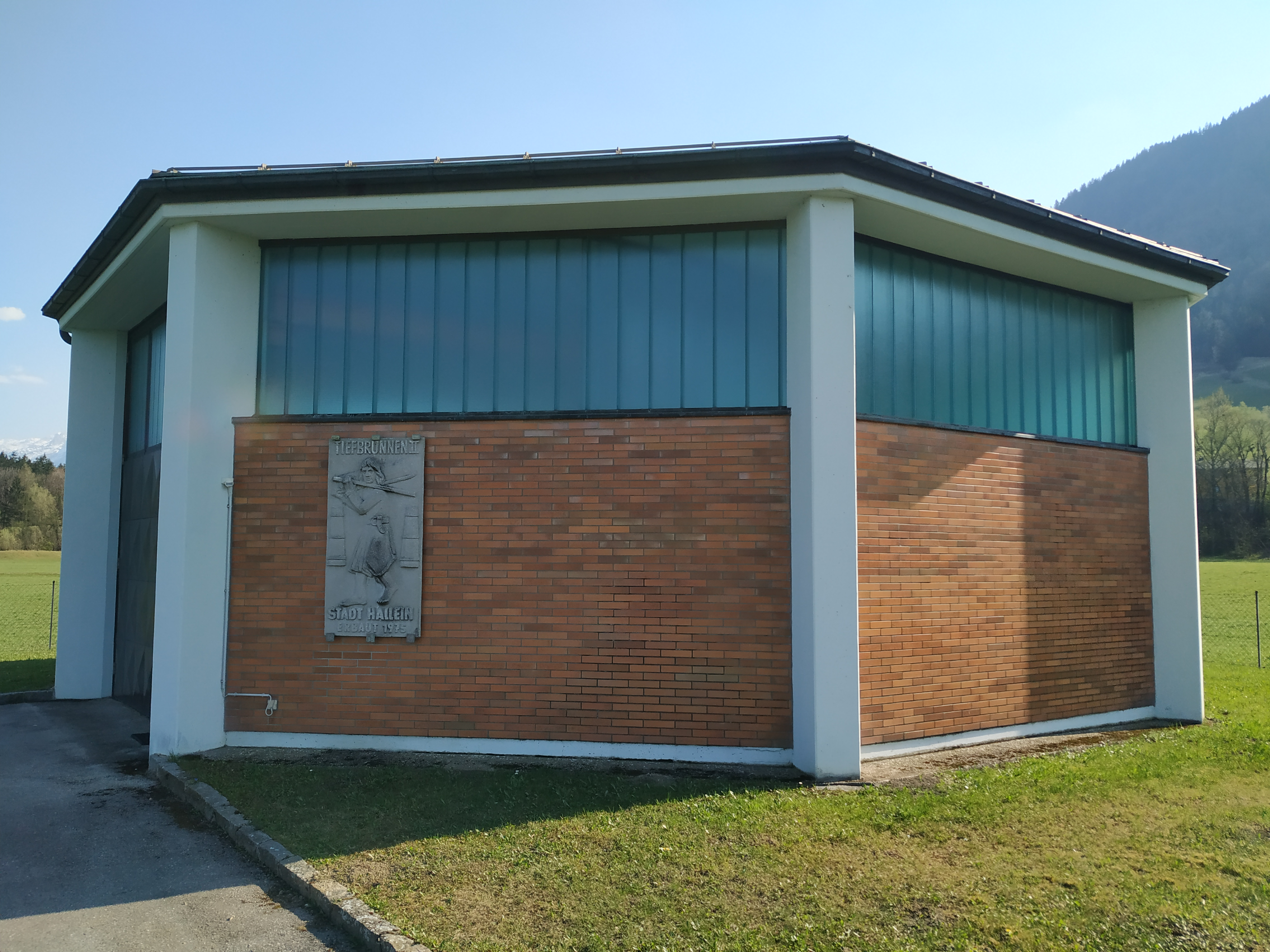
Brunnenhaus in Hallein Gamp

1928 wurde auf dem Fabriksgelände der The Kellner Partington Paper Pulp Co Limited, Manchester (heute AustroCel Hallein GmbH) ein Wasserkraftwerk erbaut.
Die Anlage wurde 2004, nachdem sich große Teile in einem sanierungsbedürftigen Zustand befanden, von der Salzburg AG übernommen und modernisiert. Die Arbeiten am Kraftwerk umfassten unter anderem den Umbau der Wehranlage, die Errichtung neuer Wehrpfeiler und den Neubau des Krafthauses, begleitet von Maßnahmen zur Erhöhung der ökologischen Bilanz. Es ist nun Teil einer Kraftwerkskette, zu der auch die Wasserkraftwerke Urstein und Sohlstufe Hallein gehören.

## Biotopverbund am Gamper Salzachufer
Am linken Salzachufer in der Umgebung des Wasserkraftwerks fanden seit dem Umbau 2005 zahlreiche Maßnahmen zur Renaturierung statt. Es entstanden unter anderem
- eine 245 Meter lange Fischtreppe
- ein 200 Quadratmeter großes Amphibien-Laichgewässer und Kiesflächen für gefährdete Pflanzenarten[13]
- ein Biotop der AustroCel Hallein[14]

Mit dem Projekt Eisenbahnkreuzung Vigaun wurde 2015 flussaufwärts der Biotopverbund am Gamper Salzachufer errichtet. Auf einem Areal von knapp 3 Hektar befinden sich sechs Folienteiche – umgeben von Saumbiotopen – und Trittsteinbiotope. Um eine rasche Verlandung der Kleingewässer (maximale Wassertiefe 30 Zentimeter) zu verhindern, wurde eine Mindestgröße von 50 Quadratmeter vorgeschrieben.
Ein neuer Lebensraum für Tier- und Pflanzenarten entstand auch durch die Schaffung naturnaher Waldränder (unter anderem mit Schwarz-Pappel, Silber-Weide, Traubenkirsche, Schlehe).
Einen Altarm der Salzach nützte der Fischereiverein Hallein für die Fischzucht im Rahmen eines Schutz- und Aufzuchtsprojekts für Äschen, stellte dies aber ein, da diese angeblich nach dem Aussetzen in der Salzach "gleich" von Ottern gefressen wurden.

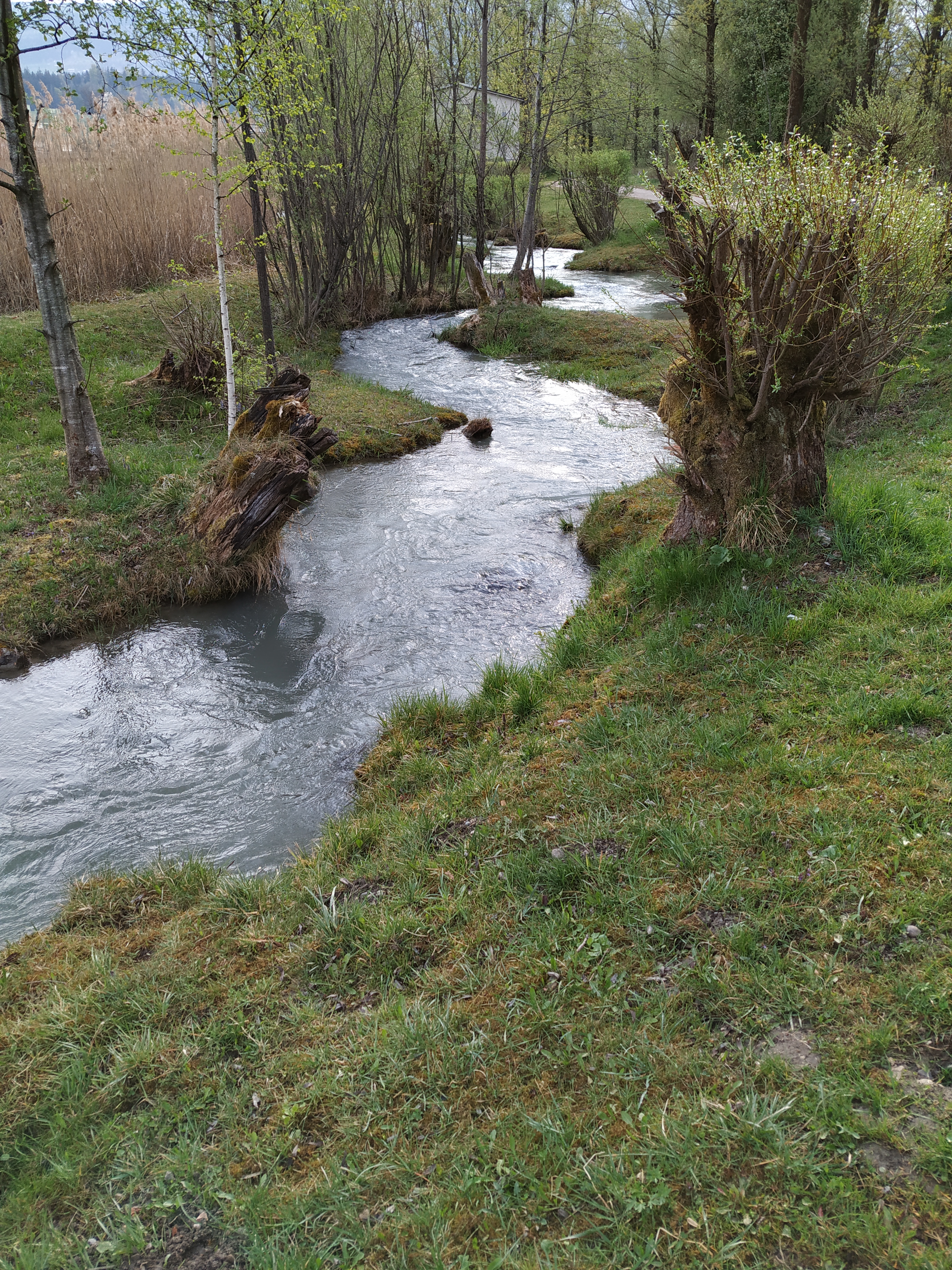
Fischtreppe
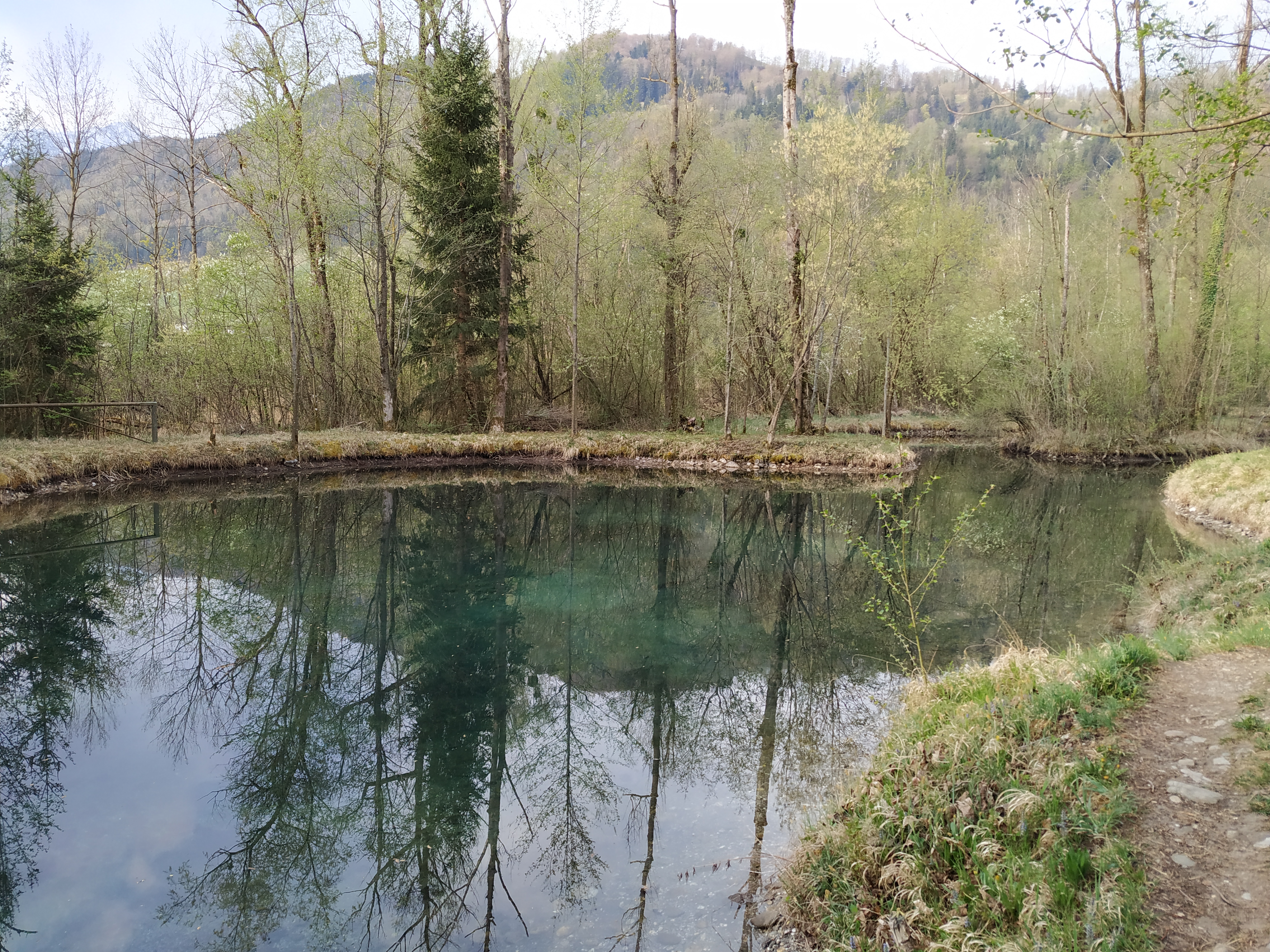
Biotop
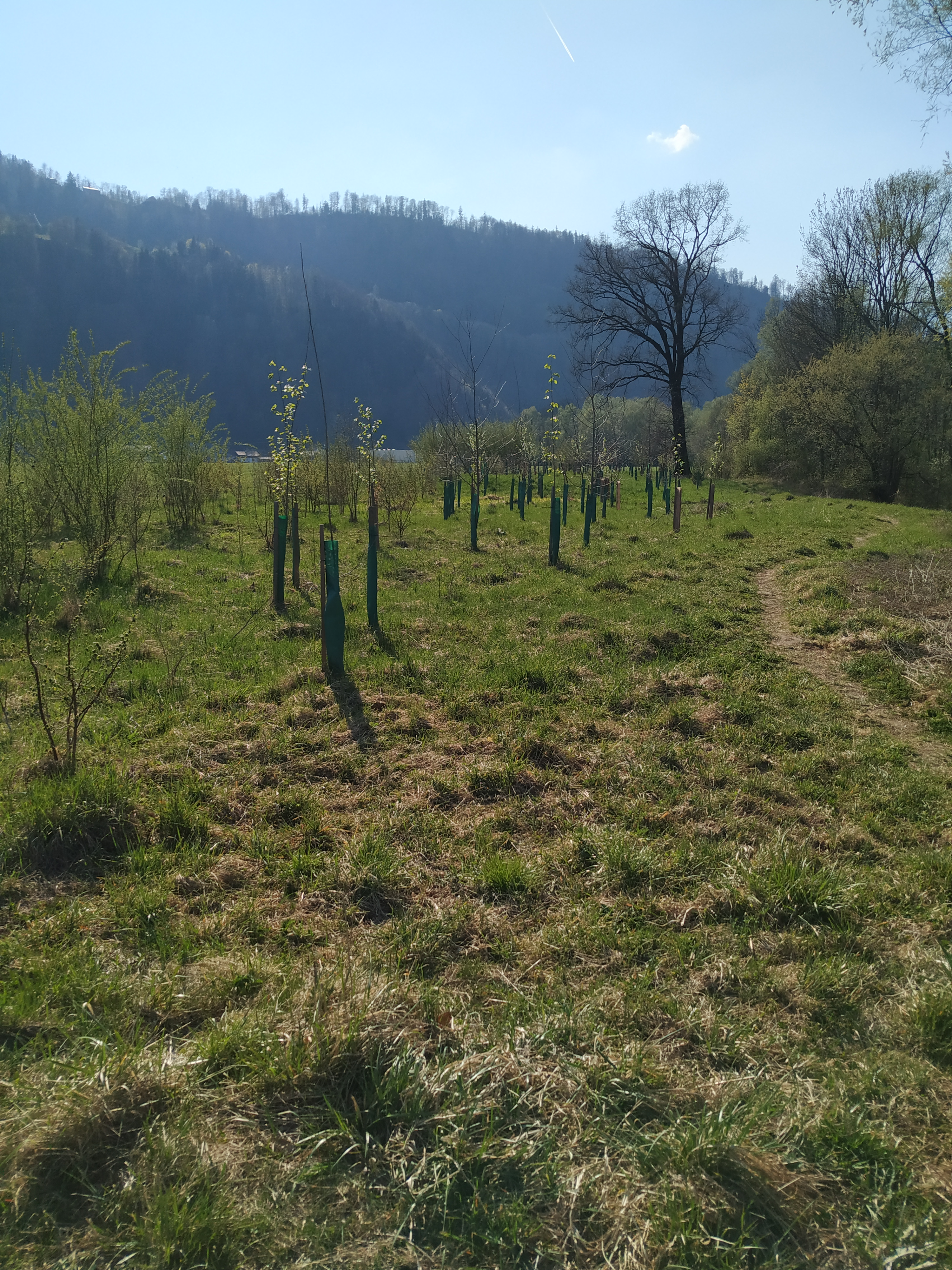
Neupflanzung von Bäumen